# Сельское поселение Ломоватское
Сельское поселение Ломоватское — упразднённое сельское поселение в составе Великоустюгского округа Вологодской области. В рамках организации местного самоуправления Великоустюгский район преобразован в муниципальный округ, в связи с чем все сельские поселения округа упразднены и разделяются на территориальные отделы.
Административный центр — посёлок Ломоватка.
Население по данным переписи 2010 года — 1224 человека, оценка на 1 января 2012 года — 1133 человека, оценка фактического населения территориального отдела на 2023 год — 968 человек.

## История
Посёлок Ломоватка был образован в конце 1940-х годов. В 1960 году был образован Ломоватский сельсовет. 1 января 2006 года в соответствии с Федеральным законом № 131 «Об общих принципах организации местного самоуправления в Российской Федерации» он был преобразован в Ломоватское сельское поселение.

## Экономика
Основное предприятие ООО «Ломоватка-Лес» занимается заготовкой, вывозкой, обработкой древесины.
Действуют отделение связи, магазины, Илатовский фельдшерско-акушерский пункт, с 1967 года работает Ломоватская участковая больница.
В Ломоватке находится одна из немногих в области лесовозных узкоколейных железных дорог. Сам посёлок расположен на участке Северной железной дороги Коноша — Котлас, здесь расположена одноимённая станция Ломоватка.

## Культура и образование
Начальная школа в посёлке Ломоватка существовала примерно с 1956 года. В 1962 году она была преобразована в восьмилетнюю, в 1967 году в среднюю. С 2005 года школьный автобус привозит в школу детей из соседних деревень. При школе работает филиал музыкальной школы. Действует детский сад.
На территории поселения находится Ломоватский сельский Дом культуры, библиотека.

## Населённые пункты
В 1999 году был утверждён список населённых пунктов Вологодской области. С тех пор состав Ломоватского сельсовета на изменялся.
В состав поселения входят 4 населённых пункта, в том числе
2 деревни,
2 посёлка, из них 1 деревня — Большой Ерогодский Починок — нежилая.
Фактическое население населённых пунктов Ломоватского территориального отдела на 2023 год можно узнать на сайте администрации Великоустюгского округа.
| Населённый пункт                   | ОКАТО          | Рег. номер | Расстояние до районного центра, км | Расстояние до центра поселения, км | Координаты                      |
| ---------------------------------- | -------------- | ---------- | ---------------------------------- | ---------------------------------- | ------------------------------- |
| деревня Большой Ерогодский Починок | 19 214 820 002 | 992        | 121                                | 11                                 | 61°02′13″ с. ш. 45°19′59″ в. д. |
| деревня Илатовская                 | 19 214 820 003 | 993        | 139                                | 29                                 | 60°57′11″ с. ш. 45°27′23″ в. д. |
| посёлок Ломоватка                  | 19 214 820 001 | 991        | 110                                | —                                  | 61°07′42″ с. ш. 45°31′36″ в. д. |
| посёлок Пихтово                    | 19 214 820 004 | 994        | 135                                | 25                                 | 60°58′05″ с. ш. 45°23′20″ в. д. |